# Gorgosaurus
Gorgosaurus (que significa "lagarto feroz") foi um gênero de dinossauro terópode tiranossaurídeo que viveu durante o Cretáceo Superior, estágio Campaniano, entre 76,6 e 75,1 milhões de anos. Restos fósseis foram encontrados na província canadense de Alberta e no estado estadunidense de Montana. Os paleontólogos reconhecem apenas a espécie-tipo, Gorgosaurus libratus, embora outras espécies tenham sido erroneamente referidas ao gênero.
Como a maioria dos tiranossaurídeos conhecidos, Gorgosaurus era um grande predador bípede, medindo 8 a 9 metros de comprimento e 2 a 3 toneladas de massa corporal. Dezenas de dentes grandes e afiados alinhavam suas mandíbulas, enquanto seus membros anteriores de dois dedos eram comparativamente pequenos. Gorgosaurus estava mais intimamente relacionado com o Albertosaurus, e mais distantemente relacionado com o maior Tiranossauro. Gorgosaurus e Albertosaurus são extremamente semelhantes, distinguindo-se principalmente por diferenças sutis nos dentes e ossos do crânio. Alguns especialistas consideram G. libratus uma espécie de Albertosaurus; isso faria de Gorgosaurus um sinônimo júnior desse gênero.
Gorgosaurus vivia em um ambiente exuberante de planície aluvial à beira de um mar interior. Era um predador de ponta, atacando abundantes ceratopsídeos e hadrossauros. Em algumas áreas, o Gorgosaurus coexistiu com outro tiranossaurídeo, o Daspletosaurus torosus. Embora esses animais fossem aproximadamente do mesmo tamanho, há algumas evidências de diferenciação de nicho entre os dois. O Gorgosaurus é o tiranossaurídeo mais bem representado no registro fóssil, conhecido por dezenas de espécimes. Esses restos abundantes permitiram aos cientistas investigar sua ontogenia, ciclo de vida e outros aspectos de sua biologia.

## Descoberta

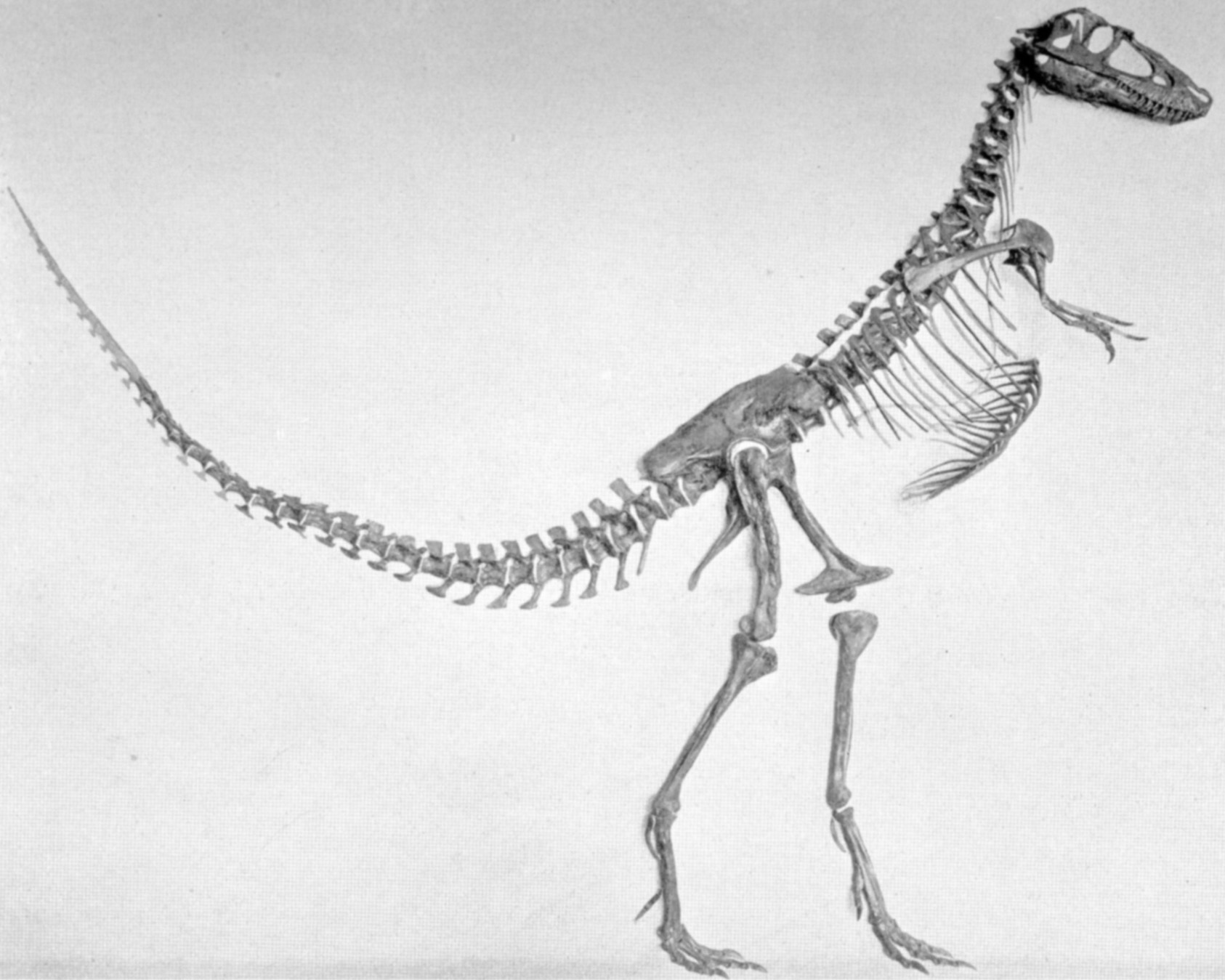
Espécime de "G. sternbergi", agora considerado um espécime imaturo de G. libratus.

Gorgosaurus libratus foi descrito pela primeira vez por Lawrence Lambe em 1914.  Seu nome é derivado do grego γοργος (gorgos – “feroz” ou “terrível”) e σαυρος (saurus – “lagarto”). A espécie-tipo é G. libratus; o epíteto específico "equilibrado" é o particípio passado do verbo latino librare, que significa "equilibrar".
O holótipo do Gorgosaurus libratus (NMC 2120) é um esqueleto quase completo associado a um crânio, descoberto em 1913 por Charles M. Sternberg. Este espécime foi o primeiro tiranossaurídeo encontrado com a mão completa. Foi encontrado na Formação Dinosaur Park de Alberta e está alojado no Museu Canadense de Natureza em Ottawa. Garimpeiros do Museu Americano de História Natural da cidade de Nova York estavam ativos ao longo do rio Red Deer, em Alberta, ao mesmo tempo, coletando centenas de espécimes espetaculares de dinossauros, incluindo quatro crânios completos de G. libratus, três dos quais estavam associados a esqueletos. Matthew e Brown descreveram quatro desses espécimes em 1923.

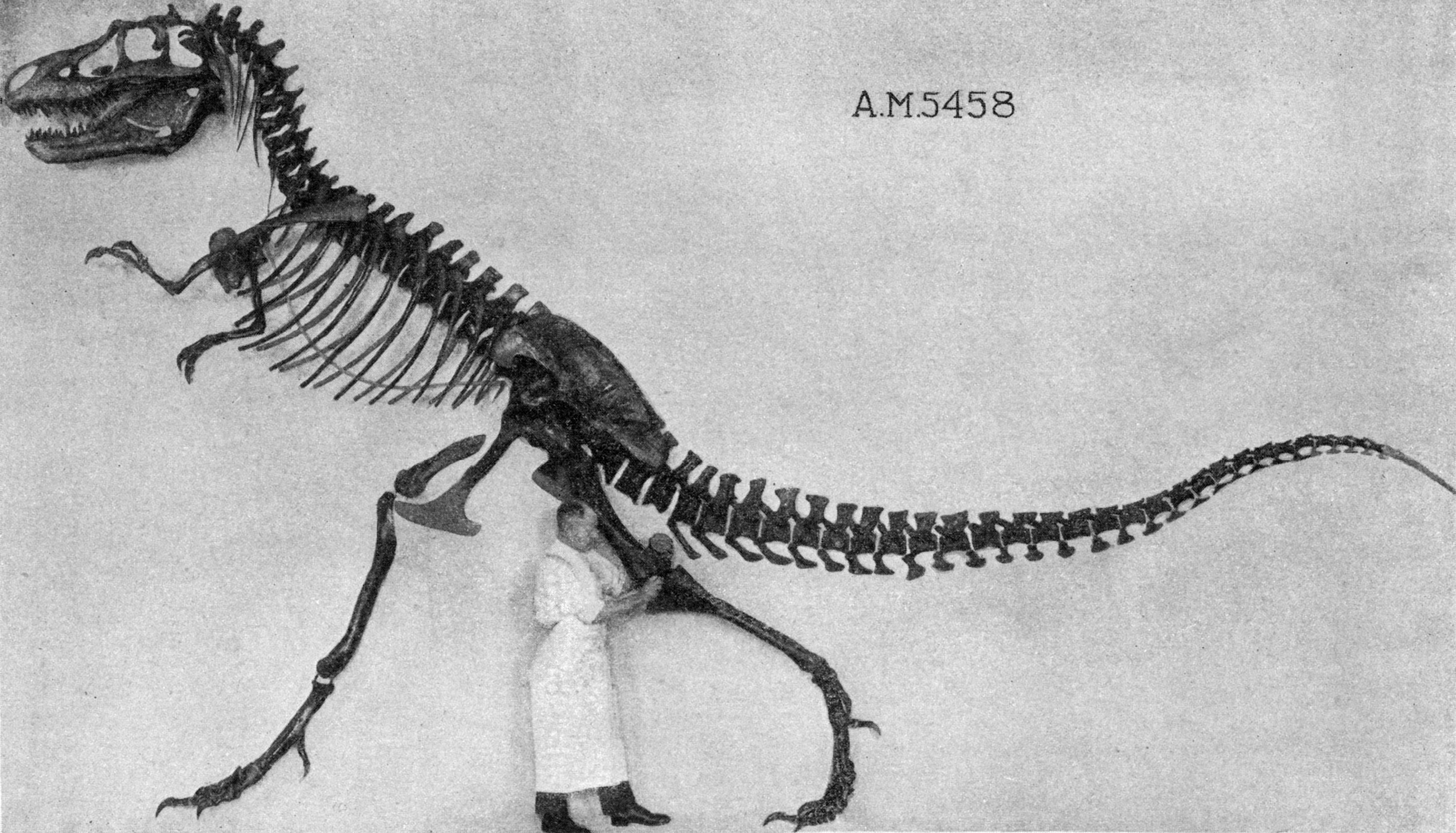
Espécime AMNH 5458

Matthew e Brown também descreveram um quinto esqueleto (AMNH 5664), que Charles H. Sternberg coletou em 1917 e vendeu ao seu museu. Era menor do que outros espécimes de Gorgosaurus, com crânio mais baixo e mais leve e membros de proporções mais alongadas. Muitas suturas entre os ossos também não foram fundidas neste espécime. Matthew e Brown notaram que essas características eram típicas de tiranossaurídeos juvenis, mas ainda assim o descreveram como o holótipo de uma nova espécie, G. sternbergi. Atualmente, paleontólogos consideram este espécime como um G. libratus juvenil. Dezenas de outros espécimes foram escavados na Formação Dinosaur Park e estão alojados em museus nos Estados Unidos e Canadá. G. libratus é o tiranossaurídeo mais bem representado no registro fóssil, conhecido por uma série de crescimento praticamente completa.

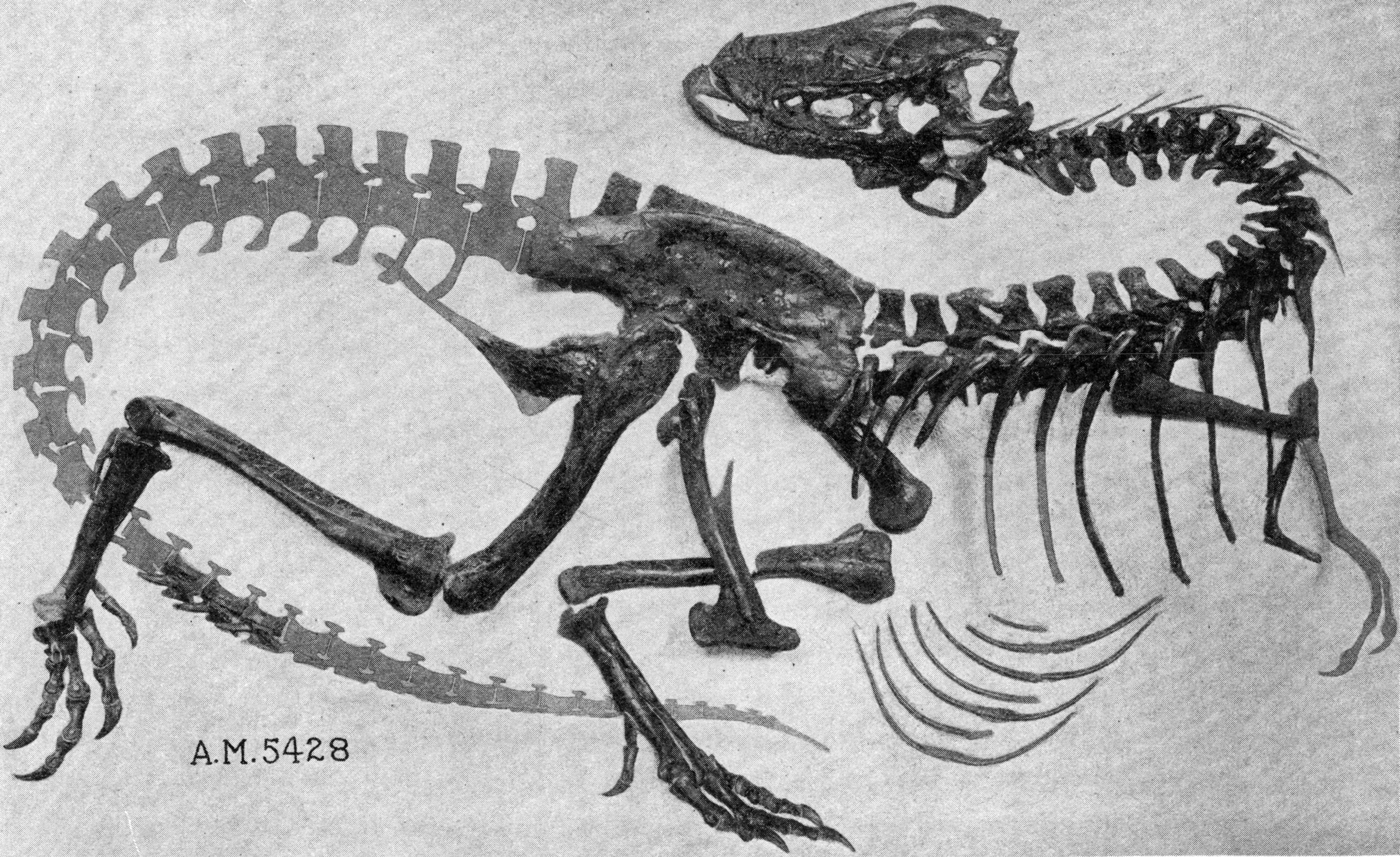
Espécime USNM 12814 (anteriormente AMNH 5428)

Em 1856, Joseph Leidy descreveu dois dentes pré-maxilares de tiranossaurídeos de Montana. Embora não houvesse nenhuma indicação da aparência do animal, os dentes eram grandes e robustos, e Leidy deu-lhes o nome de Deinodon. Matthew e Brown comentaram em 1922 que esses dentes eram indistinguíveis daqueles do Gorgosaurus, mas na ausência de restos do esqueleto do Deinodon, optaram por não sinonimizar inequivocamente os dois gêneros, nomeando provisoriamente um ?Deinodon libratus. Embora os dentes do Deinodon sejam muito semelhantes aos do Gorgosaurus, os dentes dos tiranossaurídeos são extremamente uniformes, por isso não se pode dizer com certeza a qual animal eles pertenciam. Deinodon é geralmente considerado um nomen dubium hoje.  Outros sinônimos prováveis de G. libratus e/ou D. horridus incluem Laelaps falculus, Laelaps hazenianus, Laelaps incrassatus e Dryptosaurus kenabekides.
Vários esqueletos de tiranossaurídeos da Formação Two Medicine e da Formação Judith River de Montana provavelmente pertencem ao Gorgosaurus, embora permaneça incerto se pertencem a G. libratus ou a uma nova espécie. Um espécime de Montana (TCMI 2001.89.1), guardado no Museu Infantil de Indianápolis, mostra evidências de patologias graves, incluindo fraturas curadas de pernas, costelas e vertebrais, osteomielite (infecção) na ponta da mandíbula inferior, resultando em uma perda de dente permanente e possivelmente um tumor cerebral.

### Espécies formalmente atribuídas

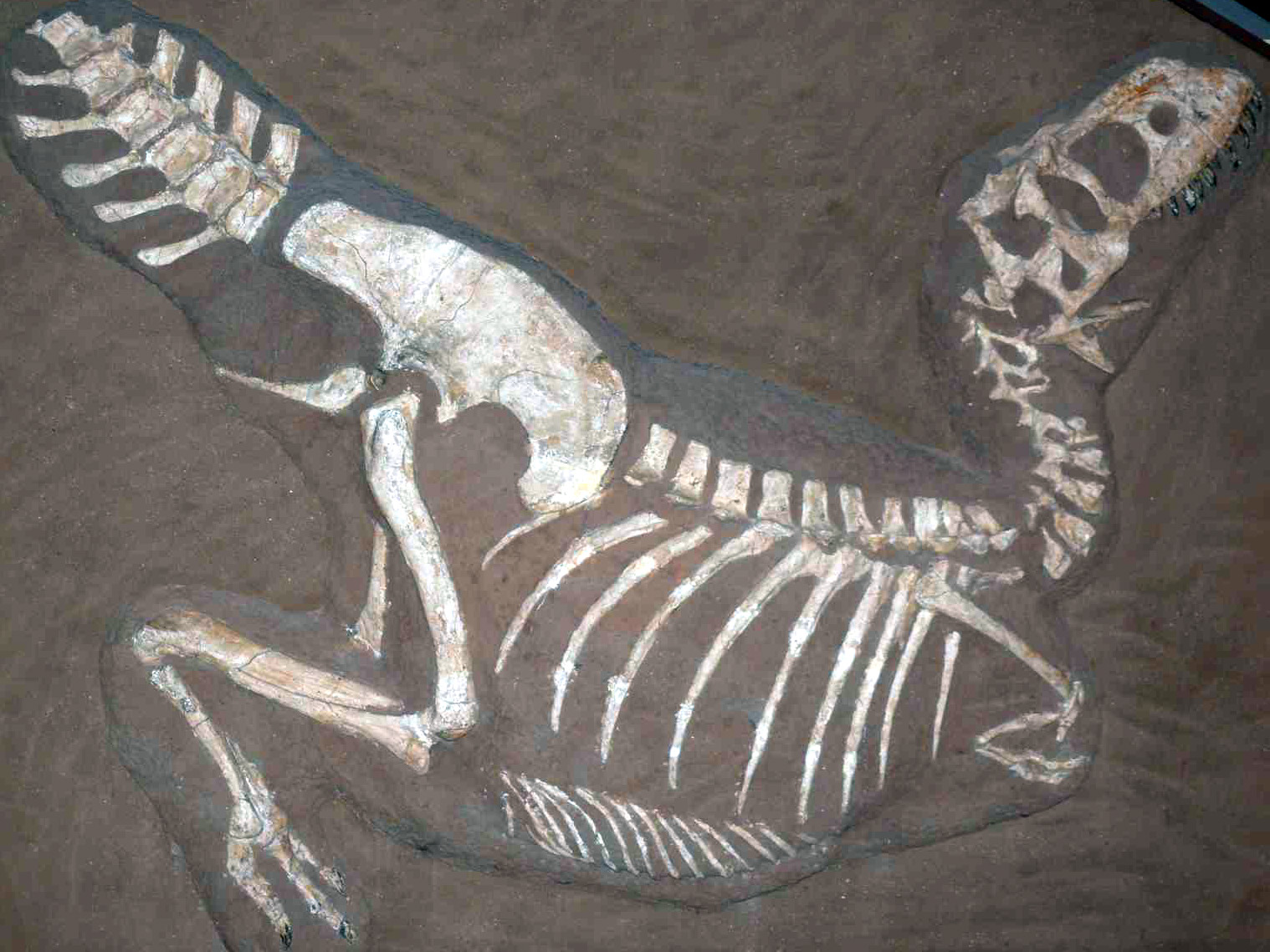
Amostra do espécime PIN 553–1, holótipo do agora inválido Gorgosaurus lancinator, considerado um Tarbosaurus bataar juvenil

Várias espécies foram atribuídas incorretamente ao Gorgosaurus no século XX. Um crânio completo de um pequeno tiranossaurídeo (CMNH 7541), encontrado na Formação Hell Creek de Montana, mais jovem, do final da idade Maastrichtiana, foi nomeado Gorgosaurus lancensis por Charles Whitney Gilmore em 1946. Este espécime foi renomeado como Nanotyrannus por Bob Bakker e colegas em 1988. Atualmente, muitos paleontólogos consideram Nanotyrannus como um Tyrannosaurus rex juvenil. Da mesma forma, Evgeny Maleev criou os nomes Gorgosaurus lancinator e Gorgosaurus novojilovi para dois pequenos espécimes de tiranossaurídeos (PIN 553–1 e PIN 552–2) da Formação Nemegt da Mongólia em 1955. Kenneth Carpenter renomeou o espécime menor como Maleevosaurus novojilovi em 1992, mas ambos são agora considerados juvenis de Tarbosaurus bataar.

## Descrição

Comparação de tamanho de um Gorgosaurus adulto e subadulto e um humano.

O Gorgosaurus era menor que o Tiranossauro ou Tarbosaurus, próximo em tamanho ao Albertosaurus. Os adultos atingiam 8 a 9 m de comprimento, do focinho à cauda, e pesavam 2 a 3 toneladas em massa corporal. O maior crânio conhecido mede 99 cm de comprimento, apenas um pouco menor que o do Daspletosaurus. Como em outros tiranossaurídeos, o crânio era grande em comparação com o tamanho do corpo, embora as câmaras dentro dos ossos do crânio e as grandes aberturas (fenestras) entre os ossos reduzissem seu peso. O Albertosaurus e o Gorgosaurus compartilham crânios proporcionalmente mais longos e mais baixos do que o Daspletosaurus e outros tiranossaurídeos. A ponta do focinho era romba e os ossos nasais e parietais estavam fundidos ao longo da linha média do crânio, como em todos os outros membros da família. A órbita ocular era circular em vez de oval ou em forma de buraco de fechadura, como em outros gêneros de tiranossaurídeos. Uma crista alta subia do osso lacrimal na frente de cada olho, semelhante ao Albertosaurus e ao Daspletosaurus. Diferenças na forma dos ossos ao redor do cérebro diferenciam o Gorgosaurus do Albertosaurus.
Os dentes do Gorgosaurus eram típicos de todos os tiranossaurídeos conhecidos. Os oito dentes pré-maxilares na frente do focinho eram menores que os demais, compactados e em forma de D em seção transversal. No Gorgosaurus, o primeiro dente da maxila também tinha o formato dos dentes pré-maxilares. O resto dos dentes eram ovais em seção transversal, em vez de semelhantes a lâminas, como na maioria dos outros terópodes. Junto com os oito dentes pré-maxilares, o Gorgosaurus tinha 26 a 30 dentes maxilares e 30 a 34 dentes nos ossos dentários da mandíbula inferior. Este número de dentes é semelhante ao do Albertosaurus e do Daspletosaurus, mas é menor que o do Tarbosaurus ou do Tyrannosaurus.

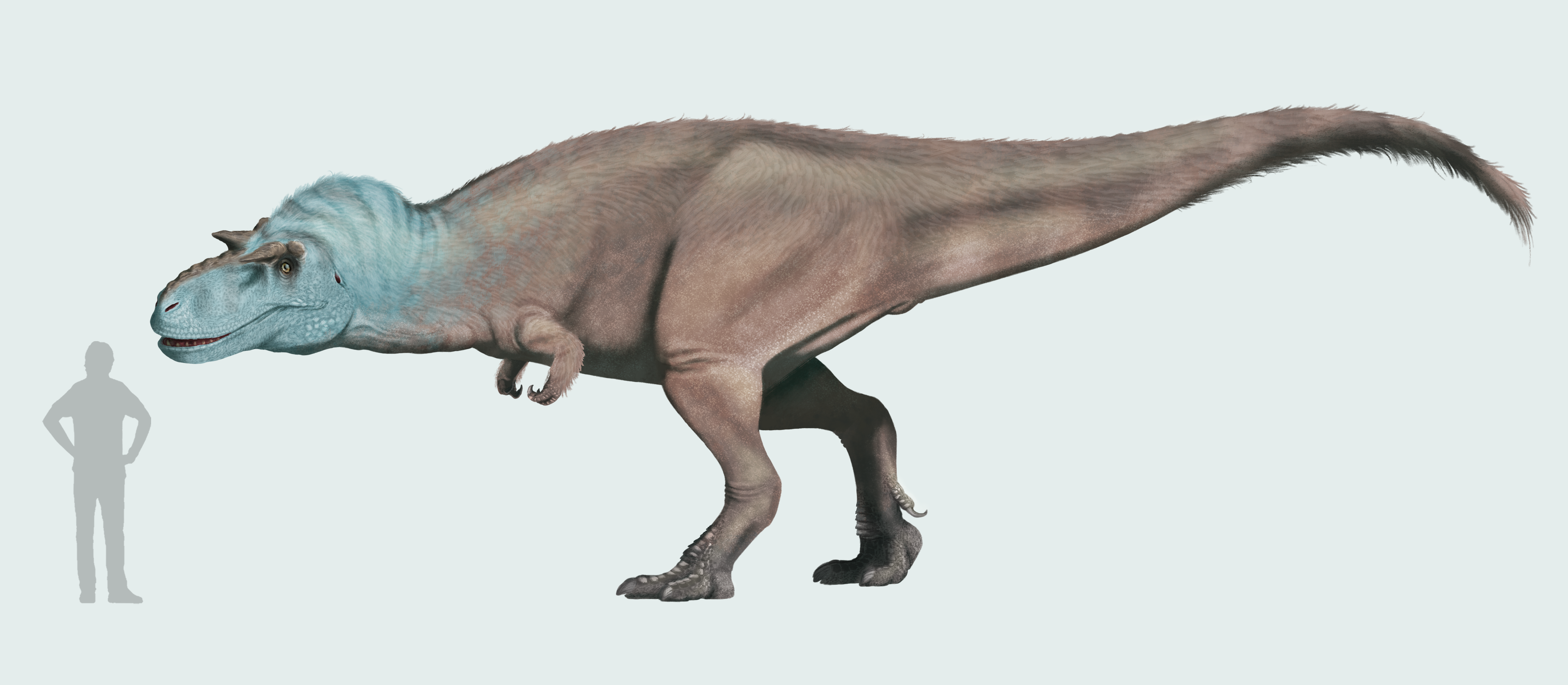
Restauração do animal em vida

O Gorgosaurus compartilhava seu plano corporal geral com todos os outros tiranossaurídeos. Sua enorme cabeça estava apoiada na ponta de um pescoço em forma de S. Em contraste com a sua cabeça grande, os seus membros anteriores eram muito pequenos. Os membros anteriores tinham apenas dois dedos, embora um terceiro metacarpo seja conhecido em alguns espécimes, os vestígios do terceiro dedo vistos em outros terópodes. O Gorgosaurus tinha quatro dedos em cada membro posterior, incluindo um pequeno primeiro dedo do pé (hálux) que não tocava o solo. Os membros posteriores dos tiranossaurídeos eram longos em relação ao tamanho total do corpo em comparação com outros terópodes. O maior fêmur conhecido do Gorgosaurus media 105 cm de comprimento. Em vários espécimes menores de Gorgosaurus, a tíbia era mais longa que o fêmur, uma proporção típica de animais de corrida rápida. Os dois ossos tinham o mesmo comprimento nos espécimes maiores. A cauda longa e pesada servia de contrapeso para a cabeça e o tronco e colocava o centro de gravidade sobre os quadris.
Em 2001, o paleontólogo Phil Currie relatou impressões de pele do espécime holótipo de G. libratus. Ele originalmente relatou que a pele era essencialmente lisa e sem as escamas encontradas em outros dinossauros, semelhante à pele secundariamente sem penas encontrada em grandes pássaros modernos. Escamas de algum tipo estavam presentes neste espécime, mas elas estão amplamente dispersas umas das outras e são muito pequenas. Outras manchas de pele isolada do Gorgosaurus mostram escamas mais densas e maiores, embora ainda relativamente finas (menores que as escamas dos hadrossaurídeos e aproximadamente tão finas quanto as de um monstro-de-gila). Nenhuma dessas amostras foi associada a nenhum osso específico ou área corporal específica. Em Encyclopedia of Dinosaurs, Kenneth Carpenter apontou que vestígios de impressões de pele da cauda do Gorgosaurus mostravam pequenas escamas arredondadas ou hexagonais semelhantes.

## Classificação
Gorgosaurus é classificado na subfamília de terópodes Albertosaurinae dentro da família Tyrannosauridae. Está mais intimamente relacionado com o Albertosaurus ligeiramente mais jovem.Estes são os dois únicos gêneros de albertosaurinos definidos que foram descritos, embora outras espécies não descritas possam existir. Appalachiosaurus foi descrito como um tiranossauro basal fora Tyrannosauridae, embora paleontólogo americano Thomas Holtz publicou uma análise filogenética em 2004 que indicou que este era um albertosaurino. Trabalhos mais recentes e inéditos de Holtz concordam com a avaliação original. Todos os outros gêneros de tiranossauros, incluindo Daspletosaurus, Tarbosaurus e Tyrannosaurus, são classificados na subfamília Tyrannosaurinae. Em comparação com os tiranossauros, os albertosaurinos tinham constituição esbelta, com crânios proporcionalmente menores e inferiores e ossos mais longos da parte inferior da perna (tíbia) e pés (metatarsos e falanges).
As estreitas semelhanças entre Gorgosaurus libratus e Albertosaurus sarcophagus levaram muitos especialistas a combiná-los em um gênero ao longo dos anos. O Albertosaurus foi nomeado primeiro, portanto, por convenção, ele tem prioridade sobre o nome Gorgosaurus, que às vezes é considerado seu sinônimo júnior. William Diller Matthew e Barnum Brown duvidaram da distinção dos dois gêneros já em 1922. Gorgosaurus libratus foi formalmente transferido para Albertosaurus (como Albertosaurus libratus) por Dale Russell em 1970, e muitos autores subsequentes seguiram seu exemplo. A combinação dos dois expande muito a distribuição geográfica e cronológica do gênero Albertosaurus. Outros especialistas mantêm os dois gêneros separados. O paleontólogo canadense Philip J. Currie afirma que existem tantas diferenças anatômicas entre o Albertosaurus e o Gorgosaurus quanto entre o Daspletosaurus e o Tyrannosaurus, que quase sempre são mantidos separados. Ele também observa que tiranossaurídeos não descritos descobertos no Alasca, Novo México e em outros lugares da América do Norte podem ajudar a esclarecer a situação. Gregory S. Paul sugeriu que o Gorgosaurus libratus é ancestral do Albertosaurus sarcophagus.

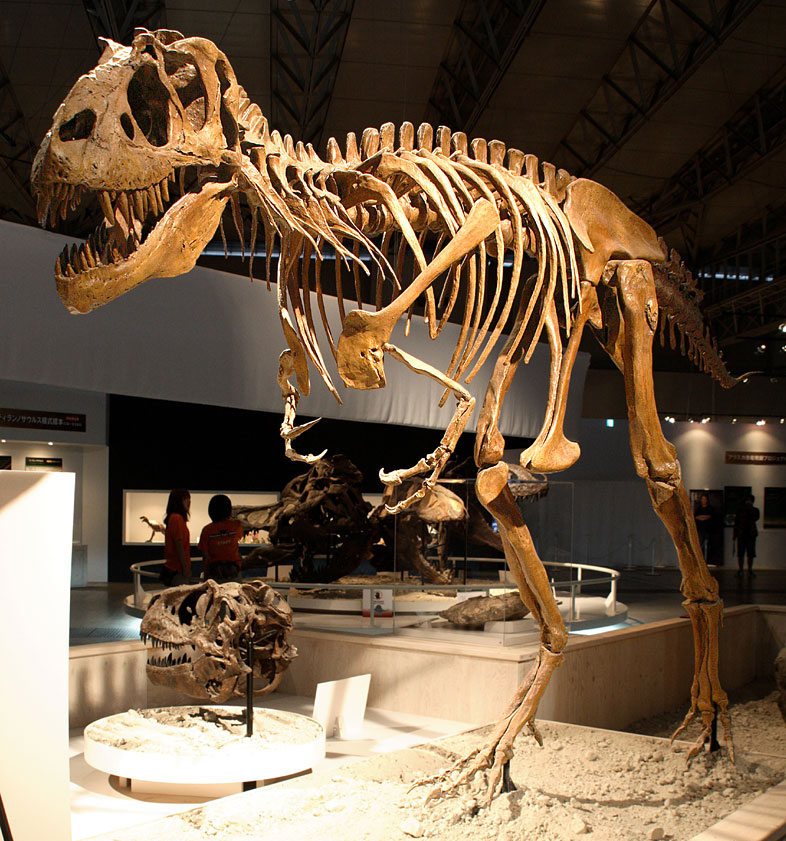
Restauração esquelética de um Gorgosaurus

O cladograma abaixo de Brusatte & Carr (2016) mostra uma análise filogenética de Tyrannosauridae mostrando a posição de Gorgosaurus na subfamília Albertosaurinae.
|  | Gorgosaurus   |
|  |               |
|  | Albertosaurus |
|  |               |

|  | Qianzhousaurus                                                        |
|  |                                                                       |
|  | \| \| Alioramus remotus \| \| \| \| \| \| Alioramus altai \| \| \| \| |
|  |                                                                       |
|  | Alioramus remotus                                                     |
|  |                                                                       |
|  | Alioramus altai                                                       |
|  |                                                                       |

|  | Alioramus remotus |
|  |                   |
|  | Alioramus altai   |
|  |                   |

|  | Qianzhousaurus                                                        |
|  |                                                                       |
|  | \| \| Alioramus remotus \| \| \| \| \| \| Alioramus altai \| \| \| \| |
|  |                                                                       |
|  | Alioramus remotus                                                     |
|  |                                                                       |
|  | Alioramus altai                                                       |
|  |                                                                       |

|  | Alioramus remotus |
|  |                   |
|  | Alioramus altai   |
|  |                   |

|  | Nanuqsaurus   |
|  |               |
|  | Teratophoneus |
|  |               |

|  | Daspletosaurus torosus |
|  |                        |
|  | Daspletosaurus horneri |
|  |                        |

|  | Zhuchengtyrannus                                              |
|  |                                                               |
|  | \| \| Tarbosaurus \| \| \| \| \| \| Tyrannosaurus \| \| \| \| |
|  |                                                               |
|  | Tarbosaurus                                                   |
|  |                                                               |
|  | Tyrannosaurus                                                 |
|  |                                                               |

|  | Tarbosaurus   |
|  |               |
|  | Tyrannosaurus |
|  |               |

|  | Daspletosaurus torosus |
|  |                        |
|  | Daspletosaurus horneri |
|  |                        |

|  | Zhuchengtyrannus                                              |
|  |                                                               |
|  | \| \| Tarbosaurus \| \| \| \| \| \| Tyrannosaurus \| \| \| \| |
|  |                                                               |
|  | Tarbosaurus                                                   |
|  |                                                               |
|  | Tyrannosaurus                                                 |
|  |                                                               |

|  | Tarbosaurus   |
|  |               |
|  | Tyrannosaurus |
|  |               |

|  | Daspletosaurus torosus |
|  |                        |
|  | Daspletosaurus horneri |
|  |                        |

|  | Zhuchengtyrannus                                              |
|  |                                                               |
|  | \| \| Tarbosaurus \| \| \| \| \| \| Tyrannosaurus \| \| \| \| |
|  |                                                               |
|  | Tarbosaurus                                                   |
|  |                                                               |
|  | Tyrannosaurus                                                 |
|  |                                                               |

|  | Tarbosaurus   |
|  |               |
|  | Tyrannosaurus |
|  |               |

|  | Daspletosaurus torosus |
|  |                        |
|  | Daspletosaurus horneri |
|  |                        |

|  | Zhuchengtyrannus                                              |
|  |                                                               |
|  | \| \| Tarbosaurus \| \| \| \| \| \| Tyrannosaurus \| \| \| \| |
|  |                                                               |
|  | Tarbosaurus                                                   |
|  |                                                               |
|  | Tyrannosaurus                                                 |
|  |                                                               |

|  | Tarbosaurus   |
|  |               |
|  | Tyrannosaurus |
|  |               |

|  | Nanuqsaurus   |
|  |               |
|  | Teratophoneus |
|  |               |

|  | Daspletosaurus torosus |
|  |                        |
|  | Daspletosaurus horneri |
|  |                        |

|  | Zhuchengtyrannus                                              |
|  |                                                               |
|  | \| \| Tarbosaurus \| \| \| \| \| \| Tyrannosaurus \| \| \| \| |
|  |                                                               |
|  | Tarbosaurus                                                   |
|  |                                                               |
|  | Tyrannosaurus                                                 |
|  |                                                               |

|  | Tarbosaurus   |
|  |               |
|  | Tyrannosaurus |
|  |               |

|  | Daspletosaurus torosus |
|  |                        |
|  | Daspletosaurus horneri |
|  |                        |

|  | Zhuchengtyrannus                                              |
|  |                                                               |
|  | \| \| Tarbosaurus \| \| \| \| \| \| Tyrannosaurus \| \| \| \| |
|  |                                                               |
|  | Tarbosaurus                                                   |
|  |                                                               |
|  | Tyrannosaurus                                                 |
|  |                                                               |

|  | Tarbosaurus   |
|  |               |
|  | Tyrannosaurus |
|  |               |

|  | Daspletosaurus torosus |
|  |                        |
|  | Daspletosaurus horneri |
|  |                        |

|  | Zhuchengtyrannus                                              |
|  |                                                               |
|  | \| \| Tarbosaurus \| \| \| \| \| \| Tyrannosaurus \| \| \| \| |
|  |                                                               |
|  | Tarbosaurus                                                   |
|  |                                                               |
|  | Tyrannosaurus                                                 |
|  |                                                               |

|  | Tarbosaurus   |
|  |               |
|  | Tyrannosaurus |
|  |               |

|  | Daspletosaurus torosus |
|  |                        |
|  | Daspletosaurus horneri |
|  |                        |

|  | Zhuchengtyrannus                                              |
|  |                                                               |
|  | \| \| Tarbosaurus \| \| \| \| \| \| Tyrannosaurus \| \| \| \| |
|  |                                                               |
|  | Tarbosaurus                                                   |
|  |                                                               |
|  | Tyrannosaurus                                                 |
|  |                                                               |

|  | Tarbosaurus   |
|  |               |
|  | Tyrannosaurus |
|  |               |

|  | Qianzhousaurus                                                        |
|  |                                                                       |
|  | \| \| Alioramus remotus \| \| \| \| \| \| Alioramus altai \| \| \| \| |
|  |                                                                       |
|  | Alioramus remotus                                                     |
|  |                                                                       |
|  | Alioramus altai                                                       |
|  |                                                                       |

|  | Alioramus remotus |
|  |                   |
|  | Alioramus altai   |
|  |                   |

|  | Qianzhousaurus                                                        |
|  |                                                                       |
|  | \| \| Alioramus remotus \| \| \| \| \| \| Alioramus altai \| \| \| \| |
|  |                                                                       |
|  | Alioramus remotus                                                     |
|  |                                                                       |
|  | Alioramus altai                                                       |
|  |                                                                       |

|  | Alioramus remotus |
|  |                   |
|  | Alioramus altai   |
|  |                   |

|  | Nanuqsaurus   |
|  |               |
|  | Teratophoneus |
|  |               |

|  | Daspletosaurus torosus |
|  |                        |
|  | Daspletosaurus horneri |
|  |                        |

|  | Zhuchengtyrannus                                              |
|  |                                                               |
|  | \| \| Tarbosaurus \| \| \| \| \| \| Tyrannosaurus \| \| \| \| |
|  |                                                               |
|  | Tarbosaurus                                                   |
|  |                                                               |
|  | Tyrannosaurus                                                 |
|  |                                                               |

|  | Tarbosaurus   |
|  |               |
|  | Tyrannosaurus |
|  |               |

|  | Daspletosaurus torosus |
|  |                        |
|  | Daspletosaurus horneri |
|  |                        |

|  | Zhuchengtyrannus                                              |
|  |                                                               |
|  | \| \| Tarbosaurus \| \| \| \| \| \| Tyrannosaurus \| \| \| \| |
|  |                                                               |
|  | Tarbosaurus                                                   |
|  |                                                               |
|  | Tyrannosaurus                                                 |
|  |                                                               |

|  | Tarbosaurus   |
|  |               |
|  | Tyrannosaurus |
|  |               |

|  | Daspletosaurus torosus |
|  |                        |
|  | Daspletosaurus horneri |
|  |                        |

|  | Zhuchengtyrannus                                              |
|  |                                                               |
|  | \| \| Tarbosaurus \| \| \| \| \| \| Tyrannosaurus \| \| \| \| |
|  |                                                               |
|  | Tarbosaurus                                                   |
|  |                                                               |
|  | Tyrannosaurus                                                 |
|  |                                                               |

|  | Tarbosaurus   |
|  |               |
|  | Tyrannosaurus |
|  |               |

|  | Daspletosaurus torosus |
|  |                        |
|  | Daspletosaurus horneri |
|  |                        |

|  | Zhuchengtyrannus                                              |
|  |                                                               |
|  | \| \| Tarbosaurus \| \| \| \| \| \| Tyrannosaurus \| \| \| \| |
|  |                                                               |
|  | Tarbosaurus                                                   |
|  |                                                               |
|  | Tyrannosaurus                                                 |
|  |                                                               |

|  | Tarbosaurus   |
|  |               |
|  | Tyrannosaurus |
|  |               |

|  | Nanuqsaurus   |
|  |               |
|  | Teratophoneus |
|  |               |

|  | Daspletosaurus torosus |
|  |                        |
|  | Daspletosaurus horneri |
|  |                        |

|  | Zhuchengtyrannus                                              |
|  |                                                               |
|  | \| \| Tarbosaurus \| \| \| \| \| \| Tyrannosaurus \| \| \| \| |
|  |                                                               |
|  | Tarbosaurus                                                   |
|  |                                                               |
|  | Tyrannosaurus                                                 |
|  |                                                               |

|  | Tarbosaurus   |
|  |               |
|  | Tyrannosaurus |
|  |               |

|  | Daspletosaurus torosus |
|  |                        |
|  | Daspletosaurus horneri |
|  |                        |

|  | Zhuchengtyrannus                                              |
|  |                                                               |
|  | \| \| Tarbosaurus \| \| \| \| \| \| Tyrannosaurus \| \| \| \| |
|  |                                                               |
|  | Tarbosaurus                                                   |
|  |                                                               |
|  | Tyrannosaurus                                                 |
|  |                                                               |

|  | Tarbosaurus   |
|  |               |
|  | Tyrannosaurus |
|  |               |

|  | Daspletosaurus torosus |
|  |                        |
|  | Daspletosaurus horneri |
|  |                        |

|  | Zhuchengtyrannus                                              |
|  |                                                               |
|  | \| \| Tarbosaurus \| \| \| \| \| \| Tyrannosaurus \| \| \| \| |
|  |                                                               |
|  | Tarbosaurus                                                   |
|  |                                                               |
|  | Tyrannosaurus                                                 |
|  |                                                               |

|  | Tarbosaurus   |
|  |               |
|  | Tyrannosaurus |
|  |               |

|  | Daspletosaurus torosus |
|  |                        |
|  | Daspletosaurus horneri |
|  |                        |

|  | Zhuchengtyrannus                                              |
|  |                                                               |
|  | \| \| Tarbosaurus \| \| \| \| \| \| Tyrannosaurus \| \| \| \| |
|  |                                                               |
|  | Tarbosaurus                                                   |
|  |                                                               |
|  | Tyrannosaurus                                                 |
|  |                                                               |

|  | Tarbosaurus   |
|  |               |
|  | Tyrannosaurus |
|  |               |

|  | Gorgosaurus   |
|  |               |
|  | Albertosaurus |
|  |               |

|  | Qianzhousaurus                                                        |
|  |                                                                       |
|  | \| \| Alioramus remotus \| \| \| \| \| \| Alioramus altai \| \| \| \| |
|  |                                                                       |
|  | Alioramus remotus                                                     |
|  |                                                                       |
|  | Alioramus altai                                                       |
|  |                                                                       |

|  | Alioramus remotus |
|  |                   |
|  | Alioramus altai   |
|  |                   |

|  | Qianzhousaurus                                                        |
|  |                                                                       |
|  | \| \| Alioramus remotus \| \| \| \| \| \| Alioramus altai \| \| \| \| |
|  |                                                                       |
|  | Alioramus remotus                                                     |
|  |                                                                       |
|  | Alioramus altai                                                       |
|  |                                                                       |

|  | Alioramus remotus |
|  |                   |
|  | Alioramus altai   |
|  |                   |

|  | Nanuqsaurus   |
|  |               |
|  | Teratophoneus |
|  |               |

|  | Daspletosaurus torosus |
|  |                        |
|  | Daspletosaurus horneri |
|  |                        |

|  | Zhuchengtyrannus                                              |
|  |                                                               |
|  | \| \| Tarbosaurus \| \| \| \| \| \| Tyrannosaurus \| \| \| \| |
|  |                                                               |
|  | Tarbosaurus                                                   |
|  |                                                               |
|  | Tyrannosaurus                                                 |
|  |                                                               |

|  | Tarbosaurus   |
|  |               |
|  | Tyrannosaurus |
|  |               |

|  | Daspletosaurus torosus |
|  |                        |
|  | Daspletosaurus horneri |
|  |                        |

|  | Zhuchengtyrannus                                              |
|  |                                                               |
|  | \| \| Tarbosaurus \| \| \| \| \| \| Tyrannosaurus \| \| \| \| |
|  |                                                               |
|  | Tarbosaurus                                                   |
|  |                                                               |
|  | Tyrannosaurus                                                 |
|  |                                                               |

|  | Tarbosaurus   |
|  |               |
|  | Tyrannosaurus |
|  |               |

|  | Daspletosaurus torosus |
|  |                        |
|  | Daspletosaurus horneri |
|  |                        |

|  | Zhuchengtyrannus                                              |
|  |                                                               |
|  | \| \| Tarbosaurus \| \| \| \| \| \| Tyrannosaurus \| \| \| \| |
|  |                                                               |
|  | Tarbosaurus                                                   |
|  |                                                               |
|  | Tyrannosaurus                                                 |
|  |                                                               |

|  | Tarbosaurus   |
|  |               |
|  | Tyrannosaurus |
|  |               |

|  | Daspletosaurus torosus |
|  |                        |
|  | Daspletosaurus horneri |
|  |                        |

|  | Zhuchengtyrannus                                              |
|  |                                                               |
|  | \| \| Tarbosaurus \| \| \| \| \| \| Tyrannosaurus \| \| \| \| |
|  |                                                               |
|  | Tarbosaurus                                                   |
|  |                                                               |
|  | Tyrannosaurus                                                 |
|  |                                                               |

|  | Tarbosaurus   |
|  |               |
|  | Tyrannosaurus |
|  |               |

|  | Nanuqsaurus   |
|  |               |
|  | Teratophoneus |
|  |               |

|  | Daspletosaurus torosus |
|  |                        |
|  | Daspletosaurus horneri |
|  |                        |

|  | Zhuchengtyrannus                                              |
|  |                                                               |
|  | \| \| Tarbosaurus \| \| \| \| \| \| Tyrannosaurus \| \| \| \| |
|  |                                                               |
|  | Tarbosaurus                                                   |
|  |                                                               |
|  | Tyrannosaurus                                                 |
|  |                                                               |

|  | Tarbosaurus   |
|  |               |
|  | Tyrannosaurus |
|  |               |

|  | Daspletosaurus torosus |
|  |                        |
|  | Daspletosaurus horneri |
|  |                        |

|  | Zhuchengtyrannus                                              |
|  |                                                               |
|  | \| \| Tarbosaurus \| \| \| \| \| \| Tyrannosaurus \| \| \| \| |
|  |                                                               |
|  | Tarbosaurus                                                   |
|  |                                                               |
|  | Tyrannosaurus                                                 |
|  |                                                               |

|  | Tarbosaurus   |
|  |               |
|  | Tyrannosaurus |
|  |               |

|  | Daspletosaurus torosus |
|  |                        |
|  | Daspletosaurus horneri |
|  |                        |

|  | Zhuchengtyrannus                                              |
|  |                                                               |
|  | \| \| Tarbosaurus \| \| \| \| \| \| Tyrannosaurus \| \| \| \| |
|  |                                                               |
|  | Tarbosaurus                                                   |
|  |                                                               |
|  | Tyrannosaurus                                                 |
|  |                                                               |

|  | Tarbosaurus   |
|  |               |
|  | Tyrannosaurus |
|  |               |

|  | Daspletosaurus torosus |
|  |                        |
|  | Daspletosaurus horneri |
|  |                        |

|  | Zhuchengtyrannus                                              |
|  |                                                               |
|  | \| \| Tarbosaurus \| \| \| \| \| \| Tyrannosaurus \| \| \| \| |
|  |                                                               |
|  | Tarbosaurus                                                   |
|  |                                                               |
|  | Tyrannosaurus                                                 |
|  |                                                               |

|  | Tarbosaurus   |
|  |               |
|  | Tyrannosaurus |
|  |               |

|  | Qianzhousaurus                                                        |
|  |                                                                       |
|  | \| \| Alioramus remotus \| \| \| \| \| \| Alioramus altai \| \| \| \| |
|  |                                                                       |
|  | Alioramus remotus                                                     |
|  |                                                                       |
|  | Alioramus altai                                                       |
|  |                                                                       |

|  | Alioramus remotus |
|  |                   |
|  | Alioramus altai   |
|  |                   |

|  | Qianzhousaurus                                                        |
|  |                                                                       |
|  | \| \| Alioramus remotus \| \| \| \| \| \| Alioramus altai \| \| \| \| |
|  |                                                                       |
|  | Alioramus remotus                                                     |
|  |                                                                       |
|  | Alioramus altai                                                       |
|  |                                                                       |

|  | Alioramus remotus |
|  |                   |
|  | Alioramus altai   |
|  |                   |

|  | Nanuqsaurus   |
|  |               |
|  | Teratophoneus |
|  |               |

|  | Daspletosaurus torosus |
|  |                        |
|  | Daspletosaurus horneri |
|  |                        |

|  | Zhuchengtyrannus                                              |
|  |                                                               |
|  | \| \| Tarbosaurus \| \| \| \| \| \| Tyrannosaurus \| \| \| \| |
|  |                                                               |
|  | Tarbosaurus                                                   |
|  |                                                               |
|  | Tyrannosaurus                                                 |
|  |                                                               |

|  | Tarbosaurus   |
|  |               |
|  | Tyrannosaurus |
|  |               |

|  | Daspletosaurus torosus |
|  |                        |
|  | Daspletosaurus horneri |
|  |                        |

|  | Zhuchengtyrannus                                              |
|  |                                                               |
|  | \| \| Tarbosaurus \| \| \| \| \| \| Tyrannosaurus \| \| \| \| |
|  |                                                               |
|  | Tarbosaurus                                                   |
|  |                                                               |
|  | Tyrannosaurus                                                 |
|  |                                                               |

|  | Tarbosaurus   |
|  |               |
|  | Tyrannosaurus |
|  |               |

|  | Daspletosaurus torosus |
|  |                        |
|  | Daspletosaurus horneri |
|  |                        |

|  | Zhuchengtyrannus                                              |
|  |                                                               |
|  | \| \| Tarbosaurus \| \| \| \| \| \| Tyrannosaurus \| \| \| \| |
|  |                                                               |
|  | Tarbosaurus                                                   |
|  |                                                               |
|  | Tyrannosaurus                                                 |
|  |                                                               |

|  | Tarbosaurus   |
|  |               |
|  | Tyrannosaurus |
|  |               |

|  | Daspletosaurus torosus |
|  |                        |
|  | Daspletosaurus horneri |
|  |                        |

|  | Zhuchengtyrannus                                              |
|  |                                                               |
|  | \| \| Tarbosaurus \| \| \| \| \| \| Tyrannosaurus \| \| \| \| |
|  |                                                               |
|  | Tarbosaurus                                                   |
|  |                                                               |
|  | Tyrannosaurus                                                 |
|  |                                                               |

|  | Tarbosaurus   |
|  |               |
|  | Tyrannosaurus |
|  |               |

|  | Nanuqsaurus   |
|  |               |
|  | Teratophoneus |
|  |               |

|  | Daspletosaurus torosus |
|  |                        |
|  | Daspletosaurus horneri |
|  |                        |

|  | Zhuchengtyrannus                                              |
|  |                                                               |
|  | \| \| Tarbosaurus \| \| \| \| \| \| Tyrannosaurus \| \| \| \| |
|  |                                                               |
|  | Tarbosaurus                                                   |
|  |                                                               |
|  | Tyrannosaurus                                                 |
|  |                                                               |

|  | Tarbosaurus   |
|  |               |
|  | Tyrannosaurus |
|  |               |

|  | Daspletosaurus torosus |
|  |                        |
|  | Daspletosaurus horneri |
|  |                        |

|  | Zhuchengtyrannus                                              |
|  |                                                               |
|  | \| \| Tarbosaurus \| \| \| \| \| \| Tyrannosaurus \| \| \| \| |
|  |                                                               |
|  | Tarbosaurus                                                   |
|  |                                                               |
|  | Tyrannosaurus                                                 |
|  |                                                               |

|  | Tarbosaurus   |
|  |               |
|  | Tyrannosaurus |
|  |               |

|  | Daspletosaurus torosus |
|  |                        |
|  | Daspletosaurus horneri |
|  |                        |

|  | Zhuchengtyrannus                                              |
|  |                                                               |
|  | \| \| Tarbosaurus \| \| \| \| \| \| Tyrannosaurus \| \| \| \| |
|  |                                                               |
|  | Tarbosaurus                                                   |
|  |                                                               |
|  | Tyrannosaurus                                                 |
|  |                                                               |

|  | Tarbosaurus   |
|  |               |
|  | Tyrannosaurus |
|  |               |

|  | Daspletosaurus torosus |
|  |                        |
|  | Daspletosaurus horneri |
|  |                        |

|  | Zhuchengtyrannus                                              |
|  |                                                               |
|  | \| \| Tarbosaurus \| \| \| \| \| \| Tyrannosaurus \| \| \| \| |
|  |                                                               |
|  | Tarbosaurus                                                   |
|  |                                                               |
|  | Tyrannosaurus                                                 |
|  |                                                               |

|  | Tarbosaurus   |
|  |               |
|  | Tyrannosaurus |
|  |               |

## Paleobiologia

### Dieta e alimentação

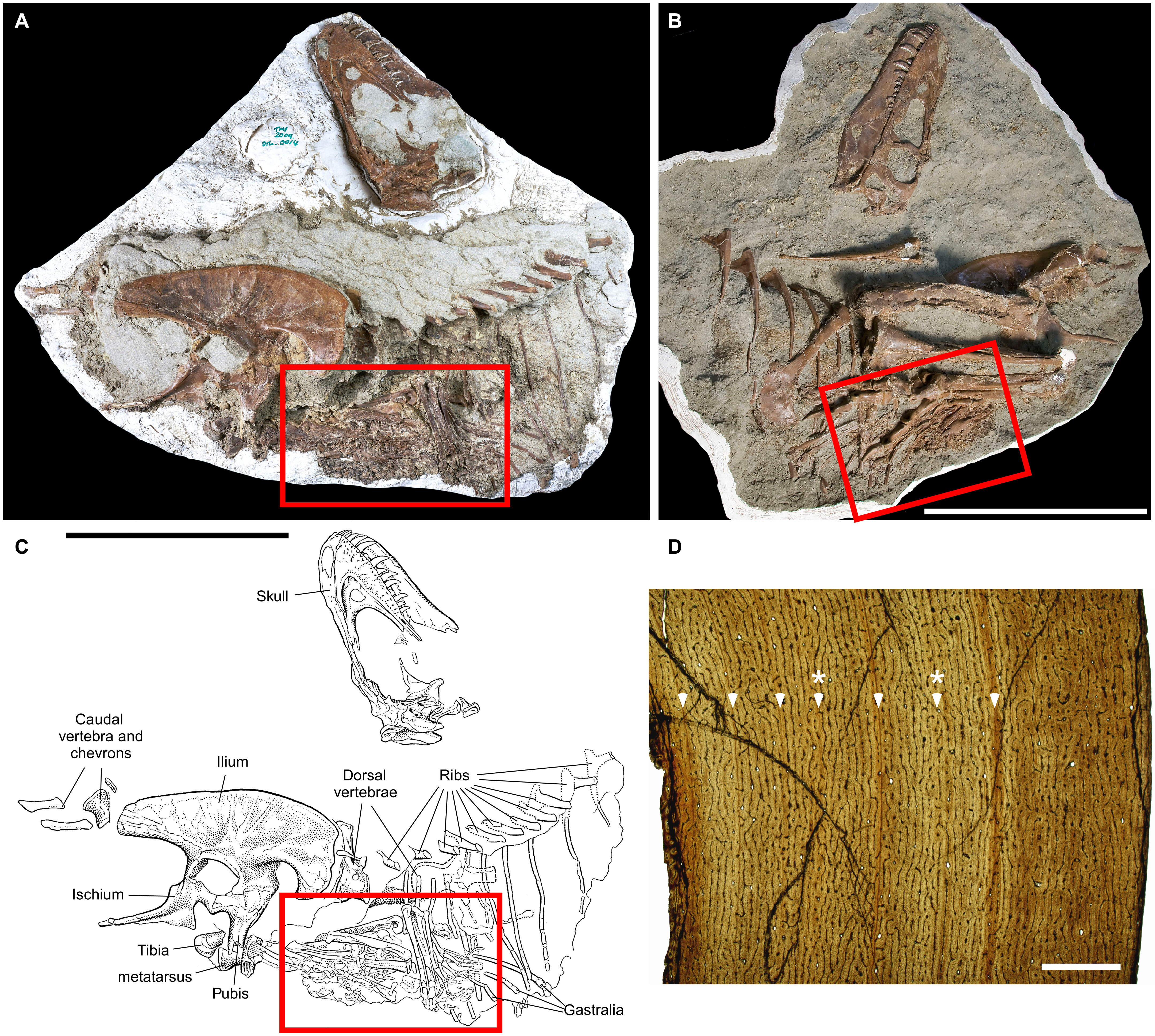
Espécime juvenil de Gorgosaurus TMP 2009.12.14, apresentando conteúdo estomacal composto por restos de Citipes

Assim como outros tiranossaurídeos, a força de mordida do Gorgosaurus e do Albertosaurus aumenta lentamente entre os indivíduos jovens e depois aumenta exponencialmente quando atingem o estágio juvenil tardio. Em 2012, Jovannelly e Lane estimaram que o Gorgosaurus poderia exercer uma força de mordida de pelo menos 22 000, possivelmente até 42 000 newtons. Outros paleontólogos produziram estimativas de força de mordida significativamente mais baixas. Em 2021, dado que o maior Gorgosaurus conhecido tinha uma força de mordida semelhante à do tiranossauro de tamanho semelhante, Therrien e colegas propuseram que a força máxima de mordida que poderia ser produzida por albertossauros adultos é de cerca de 12 200 a 21 800 newtons. Em 2022, Sakamoto estimou que o Gorgosaurus tinha uma força de mordida anterior de 6 418 newtons e uma força de mordida posterior de 13 817 newtons.
Em 2023, um Gorgosaurus juvenil (TMP 2009.12.14) com seu conteúdo estomacal in situ contendo dois juvenis de Citipes com cerca de um ano de idade intactos foi relatado na Formação Dinosaur Park. Este jovem teria entre 5 e 7 anos de idade no momento da morte, medindo cerca de 4 metros de comprimento e pesando cerca de 335 kg. É muito maior do que os dois juvenis de Citipes que pesam cerca de 9–12 kg, contrariando a suposição de que os tiranossaurídeos se alimentaram de presas de seu tamanho quando atingiram 16–32 kg, indicando que os tiranossaurídeos juvenis ainda consumiam presas muito menores depois de exceder um certo limite de tamanho. A descoberta deste espécime indicou que os tiranossaurídeos provavelmente não caçavam em matilhas multigeracionais, uma vez que o tamanho de suas presas é muito pequeno para ser compartilhado com os membros da mesma espécie. É também uma evidência dietética direta que reforça a teoria da “mudança ontogenética da dieta” para os tiranossaurídeos, conforme inferido anteriormente por modelos ecológicos e características anatômicas entre diferentes grupos etários. Apenas os restos dos membros posteriores e vértebras caudais de Citipes juvenis estavam presentes na cavidade estomacal do tiranossaurídeo, sugerindo que um gorgossauro juvenil pode ter consumido preferencialmente os membros posteriores musculares. Thomas R. Holtz Jr., um paleontólogo que também teorizou anteriormente que os tiranossauros passaram por uma grande mudança na dieta com a maturação, disse que o fóssil "parece que era o Dia de Ação de Graças", já que o Gorgosaurus juvenil comia principalmente as pernas de Citipes.

### Ciclo de vida

Um gráfico mostrando as curvas de crescimento hipotéticas (massa corporal versus idade) de quatro tiranossaurídeos. Gorgosaurus em azul.

Gregory Erickson e colegas estudaram o crescimento e a história de vida dos tiranossaurídeos usando histologia óssea, que pode determinar a idade de um espécime quando morreu. Uma curva de crescimento pode ser desenvolvida quando as idades de vários indivíduos são plotadas em um gráfico em relação aos seus tamanhos. Os tiranossaurídeos cresceram ao longo de suas vidas, mas passaram por tremendos surtos de crescimento por cerca de quatro anos, após uma prolongada fase juvenil. A maturidade sexual pode ter encerrado esta fase de rápido crescimento, após a qual o crescimento desacelerou consideravelmente em animais adultos. Examinando cinco espécimes de Gorgosaurus de vários tamanhos, Erickson calculou uma taxa máxima de crescimento de cerca de 50 kg por ano durante a fase de crescimento rápido, mais lenta do que em tiranossauros como o Daspletosaurus e o Tyrannosaurus, mas comparável ao Albertosaurus.
Gorgosaurus passava metade de sua vida na fase juvenil antes de atingir o tamanho quase máximo em apenas alguns anos. Isto, juntamente com a completa falta de predadores de tamanho intermediário entre enormes tiranossaurídeos adultos e outros pequenos terópodes, sugere que esses nichos podem ter sido preenchidos por tiranossaurídeos juvenis. Este padrão é visto nos dragões de Komodo modernos, cujos filhotes começam como insetívoros que vivem em árvores e lentamente amadurecem em enormes predadores de ponta, capazes de derrubar grandes vertebrados. Outros tiranossaurídeos, incluindo o Albertosaurus, foram encontrados em agregações que alguns sugeriram representar grupos de caça de idades variadas, mas não há evidência de comportamento gregário no Gorgosaurus.

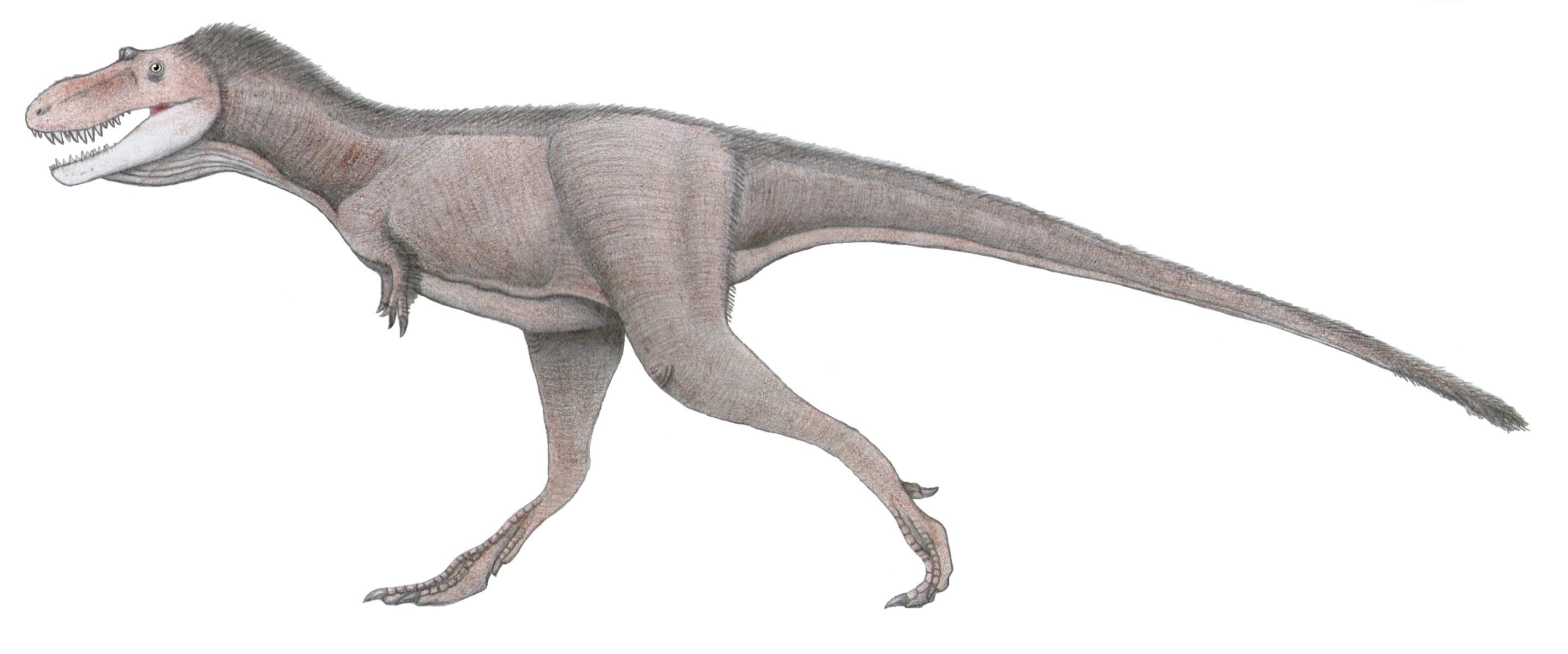
Restauração como um subadulto

A descoberta de dois crânios juvenis excepcionalmente preservados do Gorgosaurus sugere que este passou pela mudança morfológica de juvenis gráceis para adultos robustos em uma idade mais precoce do que o Tyrannosaurus, ao qual foi comparado em um estudo publicado por Jared Voris et al., sugere que as mudanças ontogenética ocorreram aproximadamente aos 5-7 anos de idade no Gorgosaurus; muito antes do seu parente maior e posterior. No entanto, ambos os gêneros de tiranossauros sofreram essas transformações ontogenéticas em uma porcentagem semelhante do comprimento do crânio em relação aos grandes indivíduos adultos conhecidos. Os resultados do estudo também indicam que existe uma dissociação entre o tamanho do corpo e o desenvolvimento craniano nos tiranossauros, ao mesmo tempo que permite uma melhor identificação de restos juvenis que podem ter sido identificados erroneamente em coleções de fósseis de museus. Estima-se que uma mudança ontogenética na dieta do Gorgosaurus e do Albertosaurus ocorre quando o comprimento mandibular atinge 58 cm, indicando que este é o estágio em que a força de mordida aumenta exponencialmente e quando eles começam a perseguir presas grandes.

### Paleopatologia

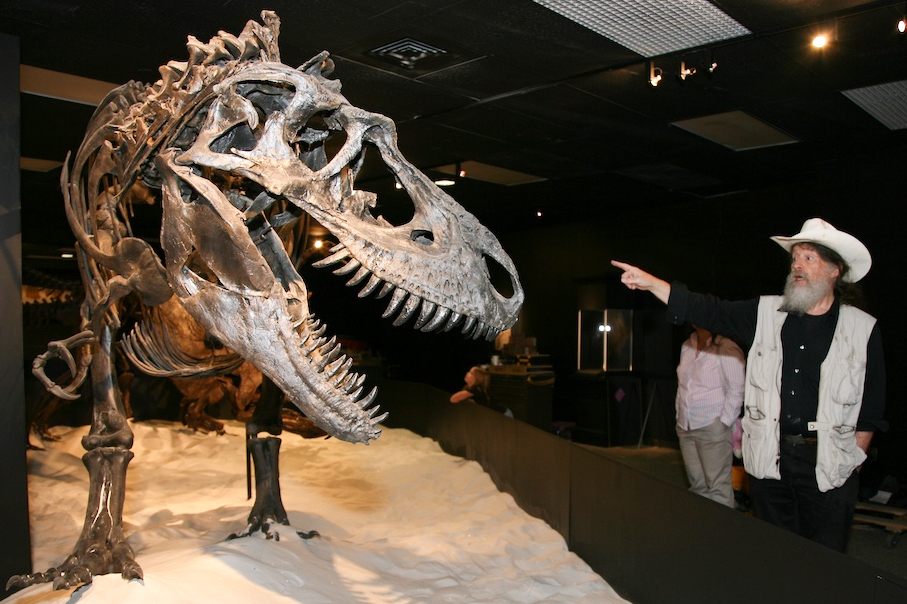
Bob Bakker e um esqueleto com diversas lesões ósseas, da exposição "Dinosaur Mummy: CSI" no HMNS

Várias patologias foram documentadas no holótipo Gorgosaurus libratus, NMC 2120. Estas incluem a terceira costela dorsal direita, bem como fraturas cicatrizadas na 13.ª e 14.ª gastrália e na fíbula esquerda. Seu quarto metatarso esquerdo apresentava exostoses ásperas tanto no meio quanto na extremidade. A terceira falange do terceiro dedo do pé direito está deformada, já que a garra desse dedo foi descrita como "muito pequena e amorfa". As três patologias podem ter sido recebidas em um único encontro com outro dinossauro.
Outro espécime catalogado como TMP94.12.602 apresenta múltiplas patologias. Uma fratura longitudinal de 10 cm está presente no meio da diáfise da fíbula direita. Múltiplas costelas apresentavam fraturas consolidadas e o espécime apresentava uma lesão da gastrália. Marcas de uma mordida recebida no rosto estavam presentes e mostraram evidências de que as feridas estavam cicatrizando antes da morte do animal.

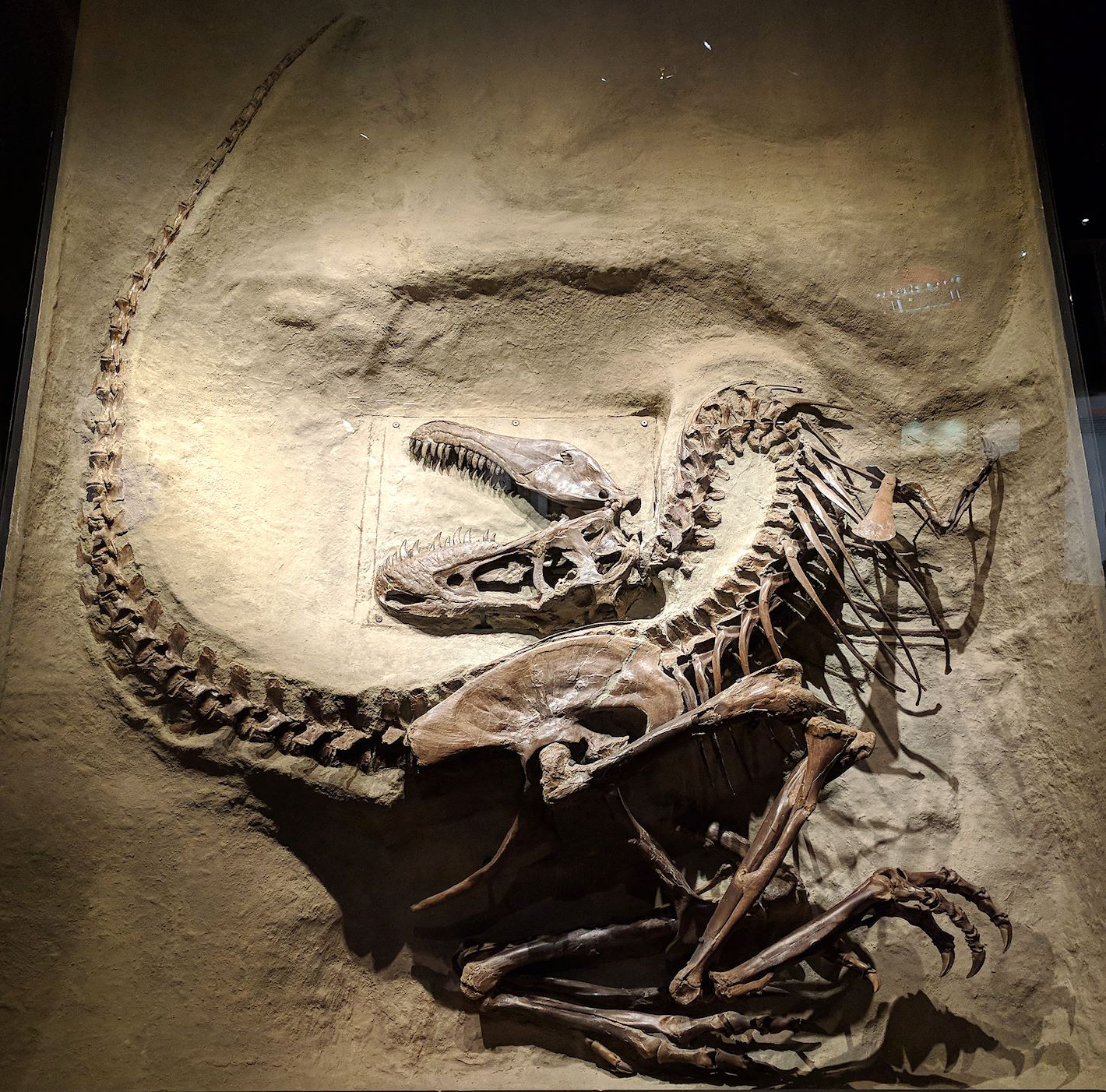
Espécime subadulto TMP91.36.500 em "pose de morte", Museu Real Tyrrell de Paleontologia

TMP91.36.500 é outro Gorgosaurus com lesões por mordida no rosto preservadas, mas também com uma fratura completamente curada na fíbula direita. Também estava presente uma fratura consolidada no dentário e o que os autores que descreveram o espécime chamaram de "uma hiperostose semelhante a um cogumelo da falange do pedal direito". Ralph Molnar especulou que este pode ser o mesmo tipo de patologia que afeta um ornitomimídeo não identificado descoberto com um crescimento semelhante em forma de cogumelo no osso do dedo do pé. TMP91.36.500 também é preservado em uma pose de morte característica.
Outro espécime apresenta uma fratura mal cicatrizada da fíbula direita, que deixou um grande calo no osso. Em um estudo de 2001 conduzido por Bruce Rothschild e outros paleontólogos, 54 ossos do pé referentes ao Gorgosaurus foram examinados em busca de sinais de fratura por estresse, mas nenhum foi encontrado.

## Paleoecologia

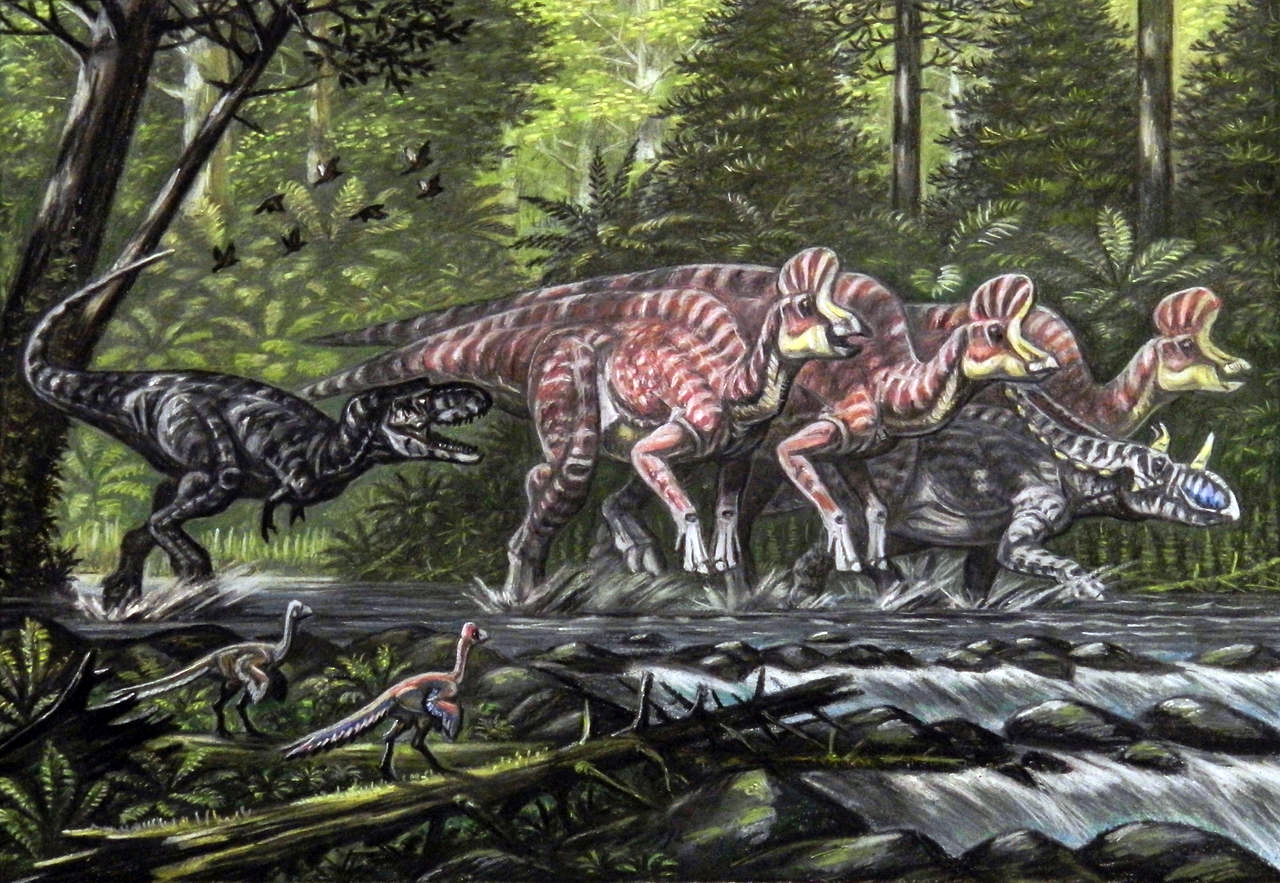
Restauração de um Gorgosaurus perseguindo um Corythosaurus e um Chasmosaurus

A maioria dos espécimes de Gorgosaurus libratus foram recuperados da Formação Dinosaur Park em Alberta. Esta formação data de meados do Campaniano, entre 76,5 e 74,8 milhões de anos atrás, e os fósseis de Gorgosaurus libratus são conhecidos especificamente da seção inferior a média da formação, entre 76,6 e 75,1 milhões de anos atrás. A Formação Two Medicine e a Formação Judith River de Montana também renderam possíveis restos de Gorgosaurus. Nessa época, a área era uma planície costeira ao longo da borda oeste do Mar Interior Ocidental, que dividia a América do Norte ao meio. A orogenia de Laramidia começou a elevar as Montanhas Rochosas a oeste, de onde fluíam grandes rios que depositavam sedimentos erodidos em vastas planícies aluviais ao longo da costa. O clima era subtropical com marcada sazonalidade, e secas periódicas às vezes resultavam em mortalidade massiva entre os grandes rebanhos de dinossauros, conforme representado nos numerosos leitos ósseos preservados na Formação Dinosaur Park. As coníferas formavam a copa da floresta, enquanto as plantas do sub-bosque consistiam em samambaias, fetos arbóreos e angiospermas. Há cerca de 73 milhões de anos, a rota marítima começou a expandir-se, transgredindo áreas anteriormente acima do nível do mar e afogando o ecossistema da Dinosaur Park. Esta transgressão, chamada de Mar Bearpaw, é registrada pelos sedimentos marinhos do enorme Bearpaw Shale.

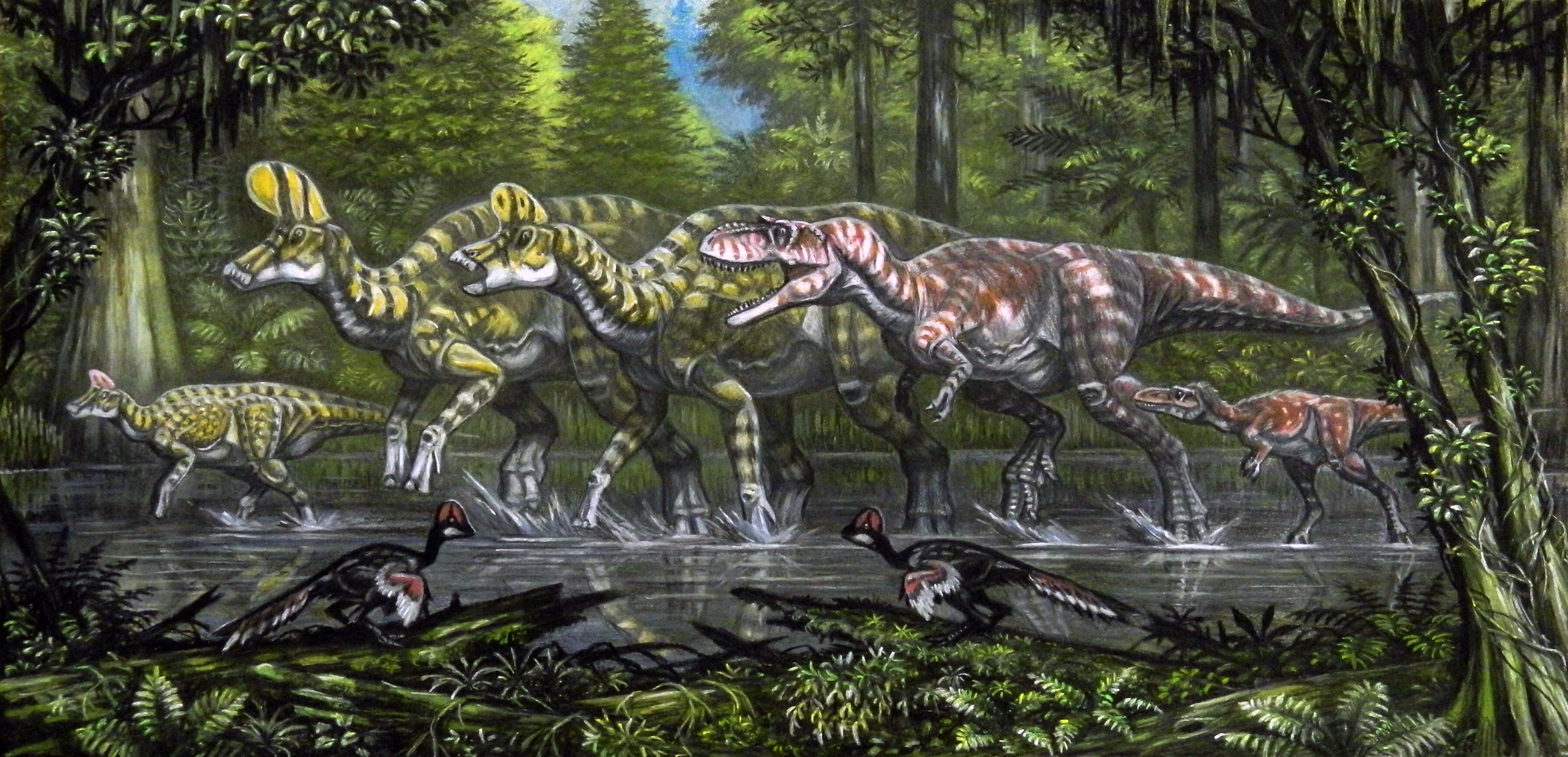
Gorgosaurus caçando um Lambeosaurus.

A Formação Dinosaur Park preserva uma grande riqueza de fósseis de vertebrados. Uma grande variedade de peixes nadava pelos rios e estuários, incluindo esturjões, tubarões e raias, entre outros. Sapos, salamandras, tartarugas, crocodilianos e Champsosaurus também habitavam os habitats aquáticos. Pterossauros azhdarquídeos e pássaros ornithuranos como Apatornis sobrevoavam, enquanto o pássaro enantiornitino Avisaurus vivia no solo ao lado de mamíferos multituberculados, metatérios e eutérios. Várias espécies de lagartos terrestres também estiveram presentes, incluindo teiídeos, escíncidos, monitores e anguídeos. Os fósseis de dinossauros, em particular, são encontrados com abundância e diversidade incomparáveis. Enormes rebanhos de ceratopsídeos vagavam pelas planícies aluviais ao lado de grupos igualmente grandes de hadrossaurídeos saurolofinos e lambeossauros. Outros grupos herbívoros como ornitomimídeos, terizinossauros, paquicefalossauros, pequenos ornitópodes, nodosaurídeos e anquilossaurídeos também estavam representados. Pequenos dinossauros predadores como oviraptorossauros, troodontes e dromeossauros caçavam presas menores do que os enormes tiranossaurídeos; Daspletosaurus e Gorgosaurus, que eram duas ordens de magnitude maiores em massa. Nichos predatórios intervenientes podem ter sido preenchidos por jovens tiranossaurídeos. Um dentário de Saurornitholestes foi descoberto na Formação Dinosaur Park que apresentava marcas de dentes deixadas pela mordida de um jovem tiranossauro, possivelmente o Gorgosaurus.

### Coexistência comDaspletosaurus

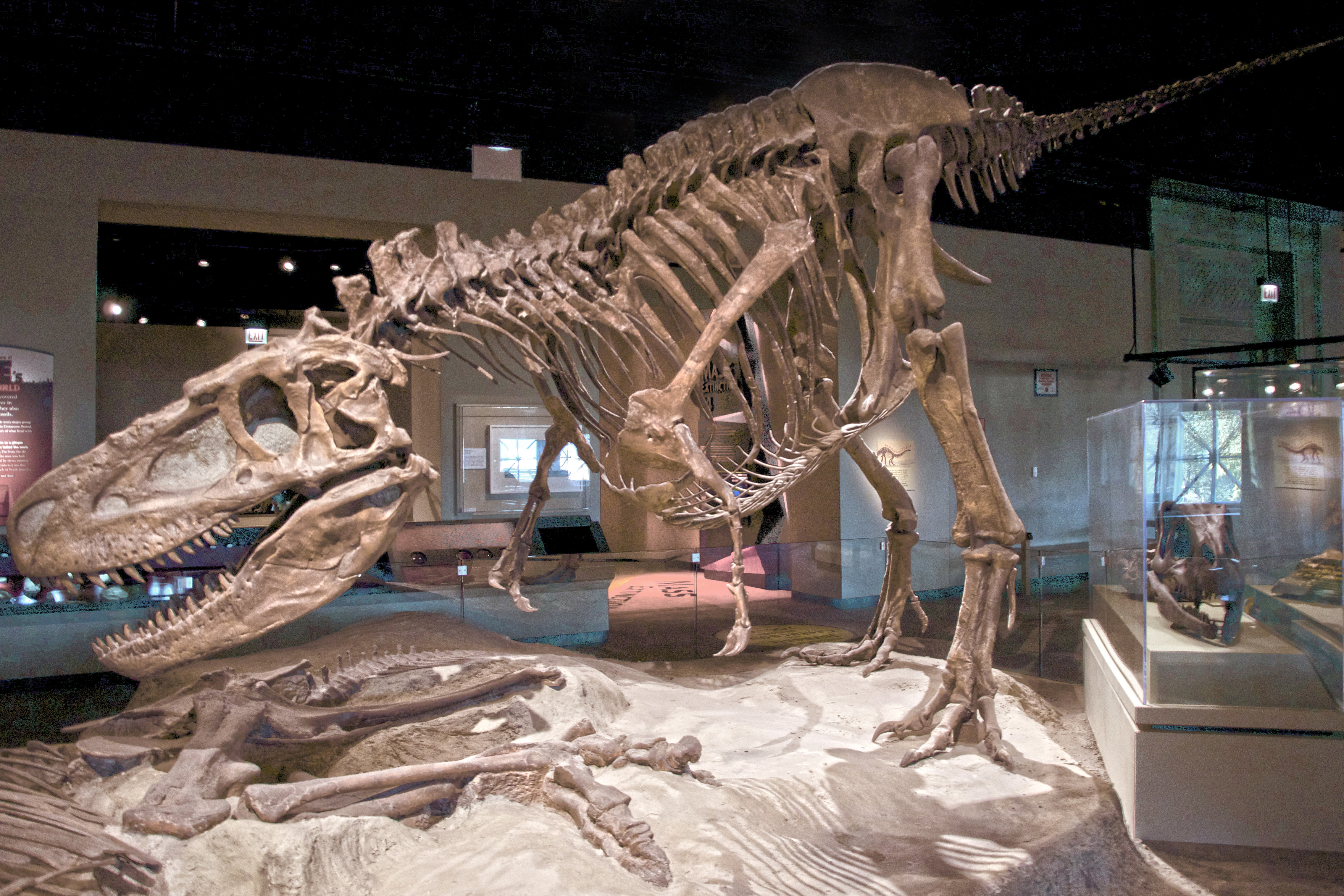
Espécime da Formação Dinosaur Park (FMNH PR308) de Daspletosaurus, montado no Museu Field

Nos estágios intermediários da Formação Dinosaur Park, o Gorgosaurus viveu ao lado de uma espécie mais rara de tiranossaurídeo, o Daspletosaurus. Este é um dos poucos exemplos de coexistência de dois gêneros de tiranossauros. Predadores de tamanho semelhante nas guildas de predadores modernos são separados em diferentes nichos ecológicos por diferenças anatômicas, comportamentais ou geográficas que limitam a competição. A diferenciação de nicho entre os tiranossaurídeos da Dinosaur Park não é bem compreendida. Em 1970, Dale Russell levantou a hipótese de que o Gorgosaurus mais comum caçava ativamente os velozes hadrossaurídeos, enquanto os ceratopsianos (dinossauros com chifres) e anquilossauros (fortemente blindados) mais raros e problemáticos foram deixados para o Daspletosaurus, de constituição mais robusta. No entanto, um espécime de Daspletosaurus (OTM 200) da contemporânea Formação Two Medicine de Montana preserva os restos digeridos de um hadrossauro juvenil em sua região intestinal, e outro leito ósseo contém os restos de três Daspletosaurus junto com os restos de pelo menos cinco hadrossauros.
Ao contrário de alguns outros grupos de dinossauros, nenhum dos gêneros era mais comum em altitudes mais altas ou mais baixas do que o outro. No entanto, o Gorgosaurus parece mais comum em formações do norte, como o Dinosaur Park, com espécies de Daspletosaurus sendo mais abundantes ao sul. O mesmo padrão é visto em outros grupos de dinossauros. Os ceratopsianos casmossauríneos e os hadrossauros saurolofinos também são mais comuns na Formação Two Medicine de Montana e no sudoeste da América do Norte durante o Campaniano, enquanto os centrosaurinos e lambeosaurinos dominam nas latitudes norte. Holtz sugeriu que este padrão indica preferências ecológicas compartilhadas entre tiranossauros, chasmossauros e saurolofinos. No final do estágio Maastrichtiano posterior, tiranossaurídeos como o próprio Tyrannosaurus rex, saurolofinos como Edmontosaurus e Kritosaurus e chasmossauros como Triceratops e Torosaurus estavam espalhados por todo o oeste da América do Norte, enquanto os lambeossauros eram raros, consistindo em algumas espécies como Hypacrosaurus, tendo os albertossauríneos e centrosaurinos sido extintos. No entanto, no caso dos centrossaurinos, pelo menos um gênero ainda prosperou na Ásia, o Sinoceratops. Embora restos de albertossauros tenham sido encontrados na Formação Hell Creek, é mais provável que sejam restos indeterminados pertencentes a uma espécie de Tyrannosaurus.